# Лесниково (Кировская область)
Лесниково — деревня в Советском районе Кировской области, административный центр Лесниковского сельского поселения. 

## География
Находится на правом берегу реки Пижма на расстоянии примерно 10 километров по прямой на запад от районного центра города Советск.

## История
Известна с 1646 года как починок Лесниковский с 3 дворами и населением 15 душ мужского пола, с 1764 года отмечено было 260 жителей. В 1873 году (уже деревня Лесниковская) учтено было дворов 58 и жителей 558, в 1905 99 и 608, в 1926 (уже Лесниково) 107 и 532, в 1950 92 и 301. В 1989 году проживало 373 человек. 

## Население
Постоянное население составляло 334 человека (русские 93%) в 2002 году, 253 в 2010.